# Ypsilon Herculis
Ypsilon Herculis (υ Herculis, förkortat Ypsilon Her, υ Her) som är stjärnans Bayerbeteckning, är en ensam stjärna belägen i nordvästra delen av stjärnbilden Herkules. Den har en skenbar magnitud på 4,74  och är synlig för blotta ögat.
Baserat på en årlig parallaxförskjutning på 8,78 mas, sett från jorden, beräknas den befinna sig på ett avstånd av ca 371 ljusår (114 parsek) från solen. På det avståndet minskar den skenbara magnituden med en extinktionsfaktor på 0,09 på grund av interstellärt stoft.

## Egenskaper
Med en uppskattad ålder av 254 miljoner år ser Ypsilon Herculis ut att vara en utvecklad jättestjärna av typ B av spektralklass B9 III. Stjärnan har en radie som är ca 4 gånger solens radie och utstrålar 173 gånger mera energi än solen från dess fotosfär vid en effektiv temperatur på 10 152 K. Den är en kemiskt karaktäristisk kvicksilver-manganstjärna med ett spektrum som visar onormalt stor förekomst av dessa element.